# Fantasia
Fantasia är en amerikansk animerad film från 1940, producerad av Walt Disney. För den övergripande regin svarade Ben Sharpsteen.
Fantasia hade premiär samma år som Pinocchio och var Walt Disneys tredje långfilm.

## Handling
- Toccata och fuga i d-moll av Johann Sebastian Bach

Manus: Lee Blair, Elmer Plummer och Phil Dike. Regi: Samuel Armstrong
Filmen öppnar med abstrakta animationer.
- Nötknäpparsviten av Pjotr Tjajkovskij

Manus: Sylvia Moberly-Holland, Norman Wright, Albert Heath, Bianca Majolie och Graham Heid. Regi: Samuel Armstrong
Det andra stycket följer livet i en skog, från sommaren, via hösten och in i vintern.
- Trollkarlens lärling av Paul Dukas

Manus: Perce Pearce och Carl Fallberg. Regi: James Algar
Filmens mest kända avsnitt, i vilket Musse Pigg gestaltar titelfiguren vars magi spårar ut när hans mästare lämnar honom ensam i slottet.
- Våroffer av Igor Stravinskij

Manus: William Martin, Leo Thiele, Robert Sterner och John McLeish. Regi: Bill Roberts och Paul Satterfield
Det fjärde segmentet inleds med skapandet av jorden, varpå livet uppkommer, och dinosaurierna framträder.
- Pastoralsymfonin av Ludwig van Beethoven

Manus: Otto Englander, Webb Smith, Erdman Penner, Joseph Sabo, Bill Peet och Vernon Stallings. Regi: Ford Beebe, Jim Handley och Hamilton Luske
Det blir fest på Olympen till vinguden Dionysos ära. Kentaurer och en pegasfamilj deltar också i festligheterna. Festen avbryts dock av en storm och Zeus som skjuter prick med sina åskviggar.
- Timmarnas dans ur La Gioconda av Amilcare Ponchielli

Regi: T. Hee och Norman Ferguson
Strutsar, flodhästar, elefanter och alligatorer gör sitt bästa för att se graciösa ut i det sjätte segmentets balettuppvisning.
- En natt på Blåkulla av Modest Musorgskij

Manus: Campbell Grant, Arthur Heinemann och Phil Dike. Regi: Wilfred Jackson
Demonen Chernabog bjuder in till dans på Blåkulla, och spöken, skelett och harpyor av alla de slag kommer för att delta.
- Ave Maria av Franz Schubert

Manus: Campbell Grant, Arthur Heinemann och Phil Dike. Regi: Wilfred Jackson
Blåkullas festligheter avbryts av kyrkklockornas klang, och musiken övergår till Schuberts lovsång till Jungfru Maria, varpå ett tåg av munkar dyker upp och avslutar filmen.

## Om filmen
Filmen är i två delar; efter stycket Våroffer gör filmen en paus. Andra delen inleds med en experimentell lek i färg, form och ljud där "ljudspåret" presenteras.
1942 hade filmen nypremiär och denna version var ca 15 min kortare; det mesta av Taylors introduktioner var bortklippta liksom hela Toccata och Fuga.
Fantasias svenska premiär skedde den 7 oktober 1942, då försedd med svensk dubbning.[källa behövs] Den första svenska omdubbningen gjordes 1960.
1982 hade Fantasia nypremiär, nu med nyinspelat stereoljud. Den nya inspelningen leddes av dirigenten Irwin Kostal. I denna version var åter Toccata och Fuga med. En svensk omdubbning gjordes 1986. Denna version släpptes några år senare på VHS med titeln "Walt Disney's mästerverk Fantasia".
Till femtioårsjubileet av filmen, 1990, restaurerades Fantasia till sin ursprungliga längd och utformning, med Stokowskis originalinspelning och Taylors introduktioner. Denna version släpptes på DVD i Sverige 2000. Som extramaterial på den andra DVD-utgåvan, 2010, finns ett kommentatorspår av animationsforskaren Brian Sibley.

## Rollista
| Figur             | Originalröst   | Amerikansk omdubb (1982) | Amerikansk omdubb (1985) | Amerikansk omdubb (2000) | Svensk originaldubb (1942) | Svensk omdubb (1960) | Svensk omdubb (1986) | Svensk omdubb (2010) |
| ----------------- | -------------- | ------------------------ | ------------------------ | ------------------------ | -------------------------- | -------------------- | -------------------- | -------------------- |
| Konferenciern     | Deems Taylor   | Hugh Douglas             | Tim Matheson             | Corey Burton             | okänd                      | Bo Teddy Ladberg     | Jan Malmsjö          | Gustav Levin         |
| Musse Pigg        | Walt Disney    | Walt Disney              | Walt Disney              | Walt Disney              |                            |                      |                      | Anders Öjebo         |
| Solist, Ave Maria | Julietta Novis | Julietta Novis           | Julietta Novis           | Julietta Novis           |                            |                      |                      |                      |
| Leopold Stokowski |                |                          |                          |                          |                            |                      |                      | Carl-Axel Karlsson   |

All musik framförs av Philadelphia Orchestra, och tre av dess musiker medverkar även i bild i filmens spelfilmssegment, nämligen dirigenten Leopold Stokowski, percussionisten James MacDonald och violinisten Paul J. Smith.

## Produktion
År 1938 började Walt Disneys figur Musse Pigg att bli allt mindre populär. Därför bestämde sig Walt för att göra en Silly Symphonies-kortfilm baserad på Goethes ballad Trollkarlens lärling. Från början var det tänkt att Toker från hans första långfilm Snövit och de sju dvärgarna skulle "spela rollen" som trollkarlens lärling, men på grund av att Musse Pigg nästan var bortglömd fick det bli Musse istället.
Dirigenten Leopold Stokowski fick dirigera musiken till kortfilmen. För den här filmens skull fick Musse Pigg en ny design av animatören Fred Moore, varigenom Musse nu har pupiller (dock hade Musse pupiller i några kortfilmer innan denna films premiär). En dag föreslog Leopold till Walt Disney att förlänga Trollkarlens lärling till en konsertfilm tillsammans med 7 andra segment, och så föddes idén om Fantasia.
Den svenske tecknaren Gustaf Tenggren stod för viss design av avsnittet Trollkarlens lärling. Den danske tecknaren Kay Nielsen deltog i arbetet med avsnittet En natt på Blåkulla.
Till stycket En natt på Blåkulla anställdes skådespelaren Bela Lugosi för att vara "modellen" till Chernabog. Animatören Bill Tytla var missnöjd med Belas framställande.[källa behövs]

## Mottagande
När filmen hade premiär i USA 1940 fick filmen inte lika bra kritik som Walt Disney hade förväntat sig eftersom den skilde sig så mycket från hans tidigare verk, men idag har filmen klassats som en av de bästa filmerna som någonsin gjorts. Filmen gav Disney-bolaget två heders-Oscars och 1998 hamnade den som nummer 58 på Amerikanska Filminstitutets lista över historiens 100 bästa amerikanska filmer.

## Uppföljare
År 1999 kom en uppföljare till filmen, Fantasia 2000, bestående av stycket Trollkarlens lärling och sju nya stycken.

### Fotnoter
1. ↑  Svenska Dagbladet, 9 januari 1970
2. ↑  Gustaf Tenggren - en biografi. Kartago förlag, 2014, s.161f, 261.
3. ↑  Didier Ghez (2016). They Drew as They Pleased: The Hidden Art of Disney's Musical Years. Chronicle Books. ISBN 978-1452137445
4. ↑  ”Fantasia 2000”. Filmtips. Arkiverad från originalet den 9 oktober 2016. https://web.archive.org/web/20161009035726/http://www.filmtips.tv/filmer/fantasia-2000/. Läst 19 augusti 2016.